# هنري بي راسيل
هنري بي راسيل هو عسكري كندي، ولد في 10 يونيو 1878 في كيبك في كندا، وتوفي في 1 ديسمبر 1956.